# Macrobrochis infernalis
Macrobrochis infernalis är en fjärilsart som beskrevs av Walter Karl Johann Roepke 1938. Macrobrochis infernalis ingår i släktet Macrobrochis och familjen björnspinnare. Inga underarter finns listade i Catalogue of Life.